# 岐阜市立木田小学校
岐阜市立木田小学校（ぎふしりつ きだしょうがっこう）は、岐阜県岐阜市にある公立小学校。

## 沿革
- 1873年（明治6年）3月10日 - 教育学校が開校する。方県郡下尻毛村の明専寺[注釈 1]を仮校舎とする。
- 1877年（明治10年）1月 - 木田村後田板屋川堤北に校舎を新築し、移転。
- 1890年（明治23年）
  - 5月6日 - 校舎を新築するため校舎を解体。仏心寺[注釈 2]を仮校舎とする
  - 6月9日 - 校舎を新築する。
- 1891年（明治24年）10月28日 - 濃尾地震により校舎が倒壊。
- 1892年（明治25年）
  - 1月28日 - 仮校舎が完成。
  - 2月10日 - 木田尋常小学校に改称する。
- 1894年（明治27年）1月 - 校舎を新築する。
- 1897年（明治30年）4月1日 - 木田村と下尻毛村が合併し木田村が発足。
- 1910年（明治43年）4月 - 校舎を増築する。
- 1923年（大正12年）4月 - 木田尋常高等小学校に改称する。
- 1935年（昭和10年）7月 - 校舎を増築する。
- 1940年（昭和15年）7月1日 - 木田村が岐阜市に編入される。
- 1941年（昭和16年）4月1日 - 木田国民学校に改称する。
- 1945年（昭和20年）
  - 4月 - 柿ヶ瀬に柿ヶ瀬分教場を設置。柿ヶ瀬地区の1・2年生が通学。
  - 8月 - 柿ヶ瀬分教場を廃止。
- 1947年（昭和22年）4月1日 - 岐阜市立木田小学校に改称する。
- 1950年（昭和25年） - 校舎を増築する。
- 1961年（昭和36年） - 校歌制定。
- 1972年（昭和47年）
  - 4月 - 岐阜市木田350に移転[1][注釈 3]。
  - 9月 - 新校舎（鉄筋コンクリート造）が完成。
- 1974年（昭和49年） - 体育館が完成。

## 通学区域
- 木田、木田1-5丁目、北柿ケ瀬、南柿ケ瀬、下尻毛、尻毛1-3丁目[2]。

## 進学先中学校
- 岐阜市立島中学校

## 交通アクセス
- 七郷・木田バス「中木田」バス停より徒歩3分。